# Cidadap (Simpenan)
Cidadap is een bestuurslaag in het regentschap Sukabumi van de provincie West-Java, Indonesië. Cidadap telt 14.135 inwoners (volkstelling 2010).